# Sú
Sú hay trú, mui biển, cát (danh pháp hai phần: Aegiceras corniculatum) là loài cây bụi hoặc cây gỗ nhỏ thuộc phân họ Xay phân bố ven biển hoặc cửa sông từ Ấn Độ qua Đông Nam Á đến Hoa Nam, New Guinea và Australia.

## Mô tả
Cây sú có thể cao đến 7 m. Lá hình trứng ngược, dài 30–100 mm và rộng 15–50 mm.

Quả hình trụ hoặc sừng hình, màu ánh xanh đến hồng và dài 20–75 mm

## Hình ảnh

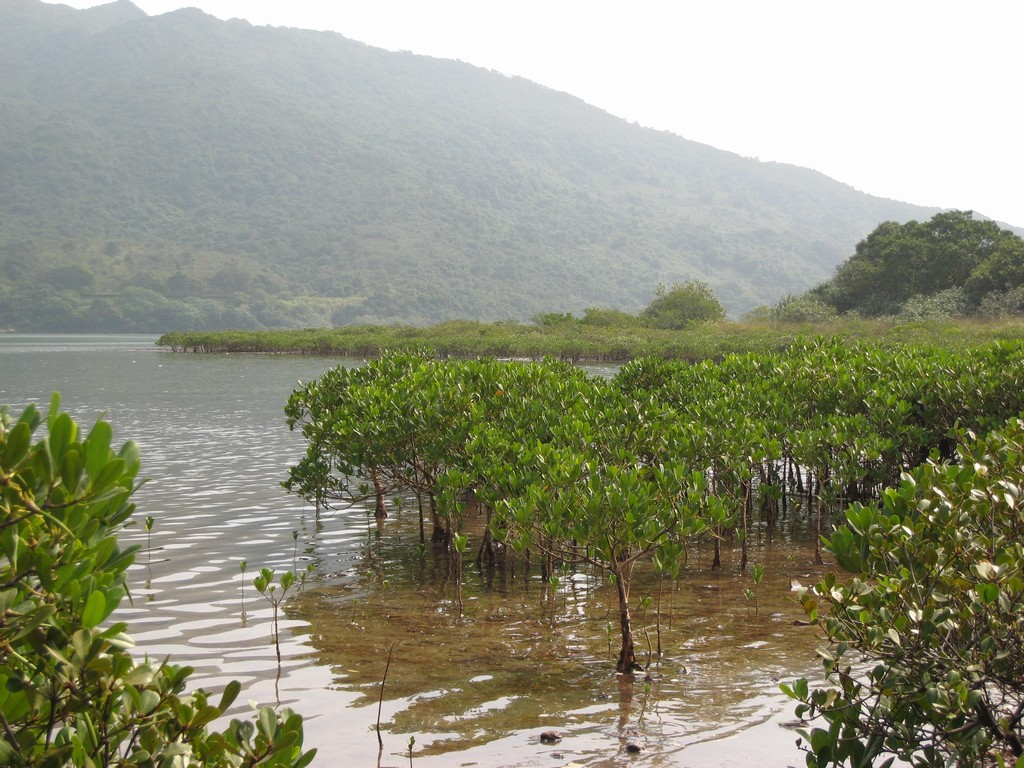
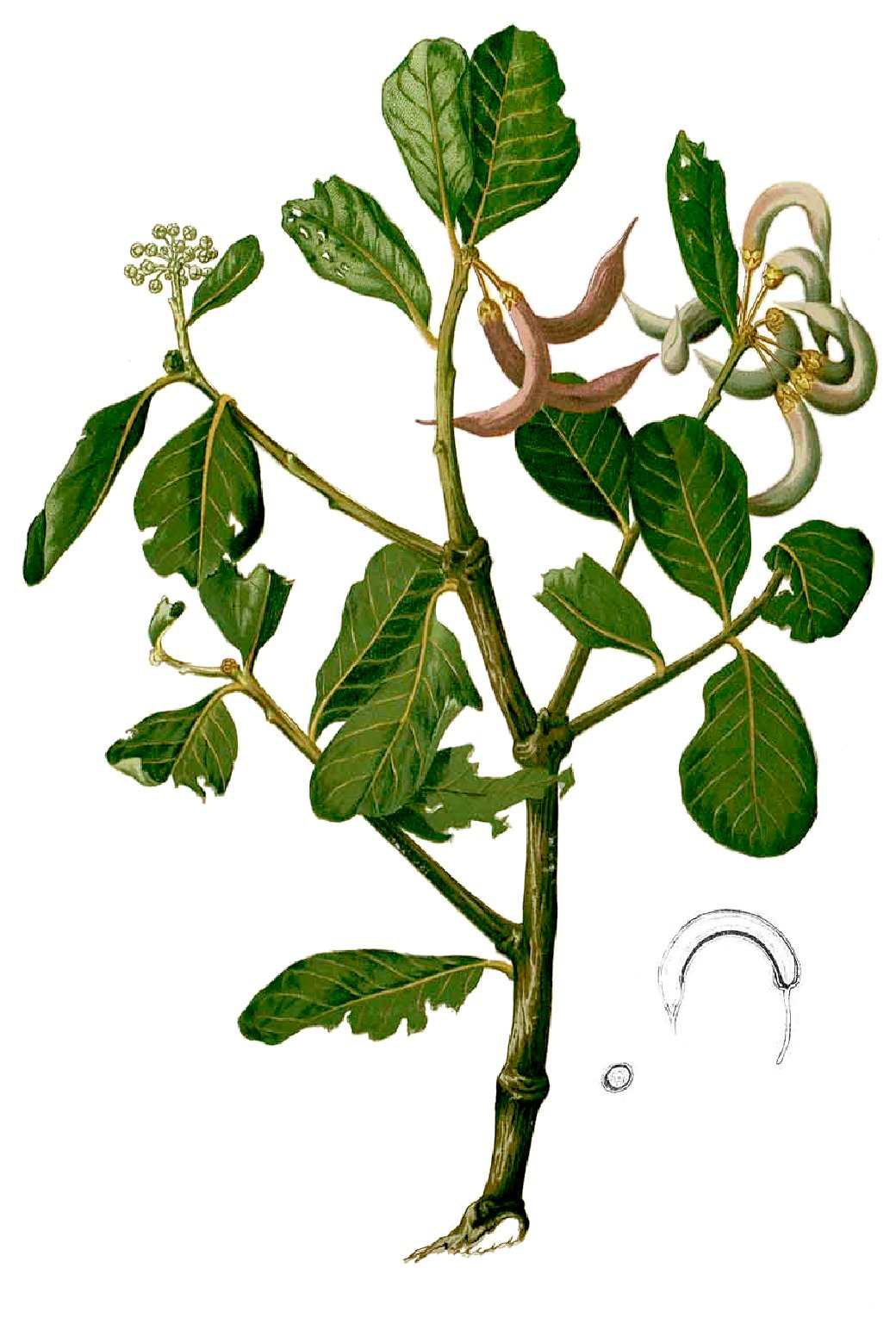
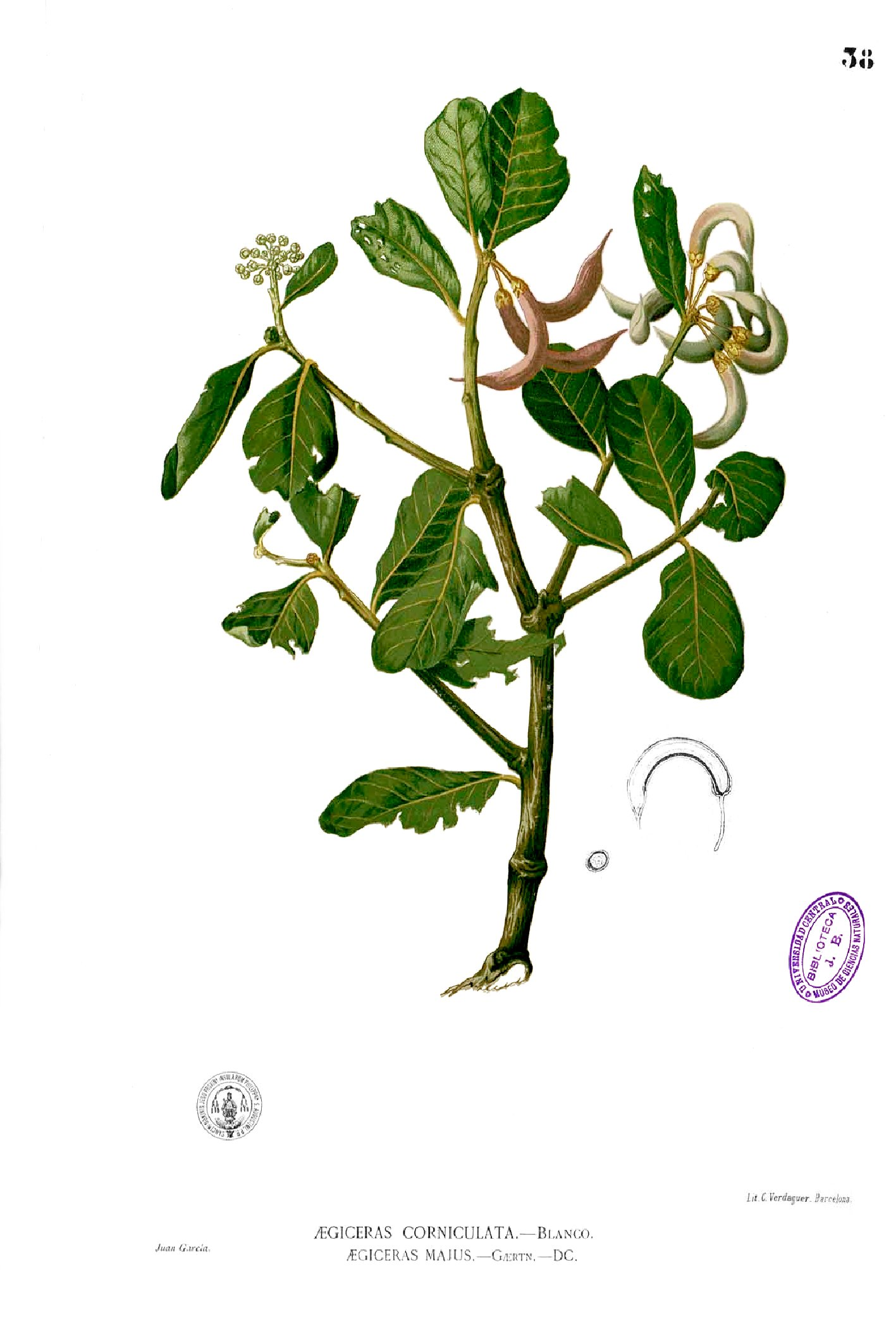
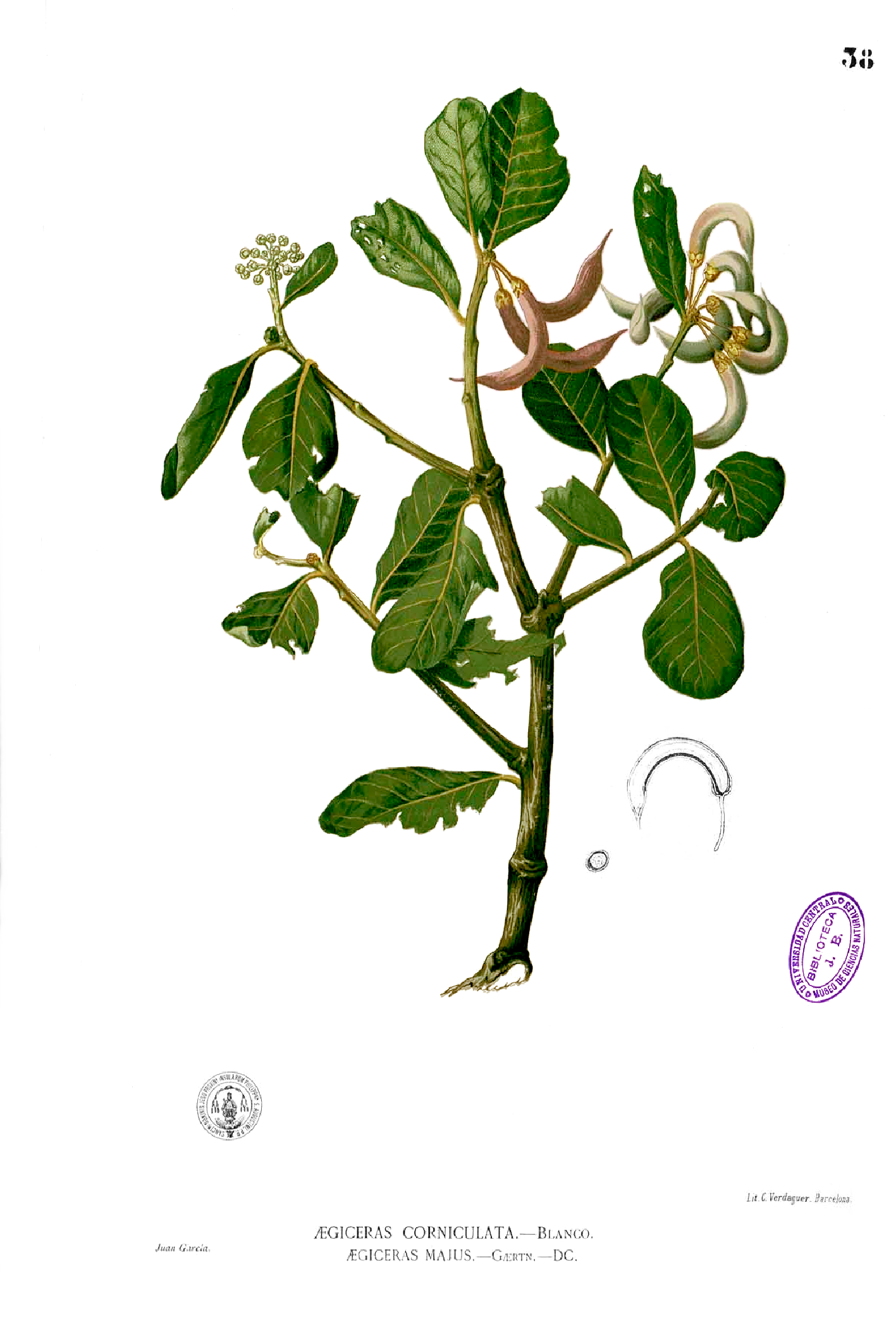